# François-Joseph Lefebvre, duc de Dantzig

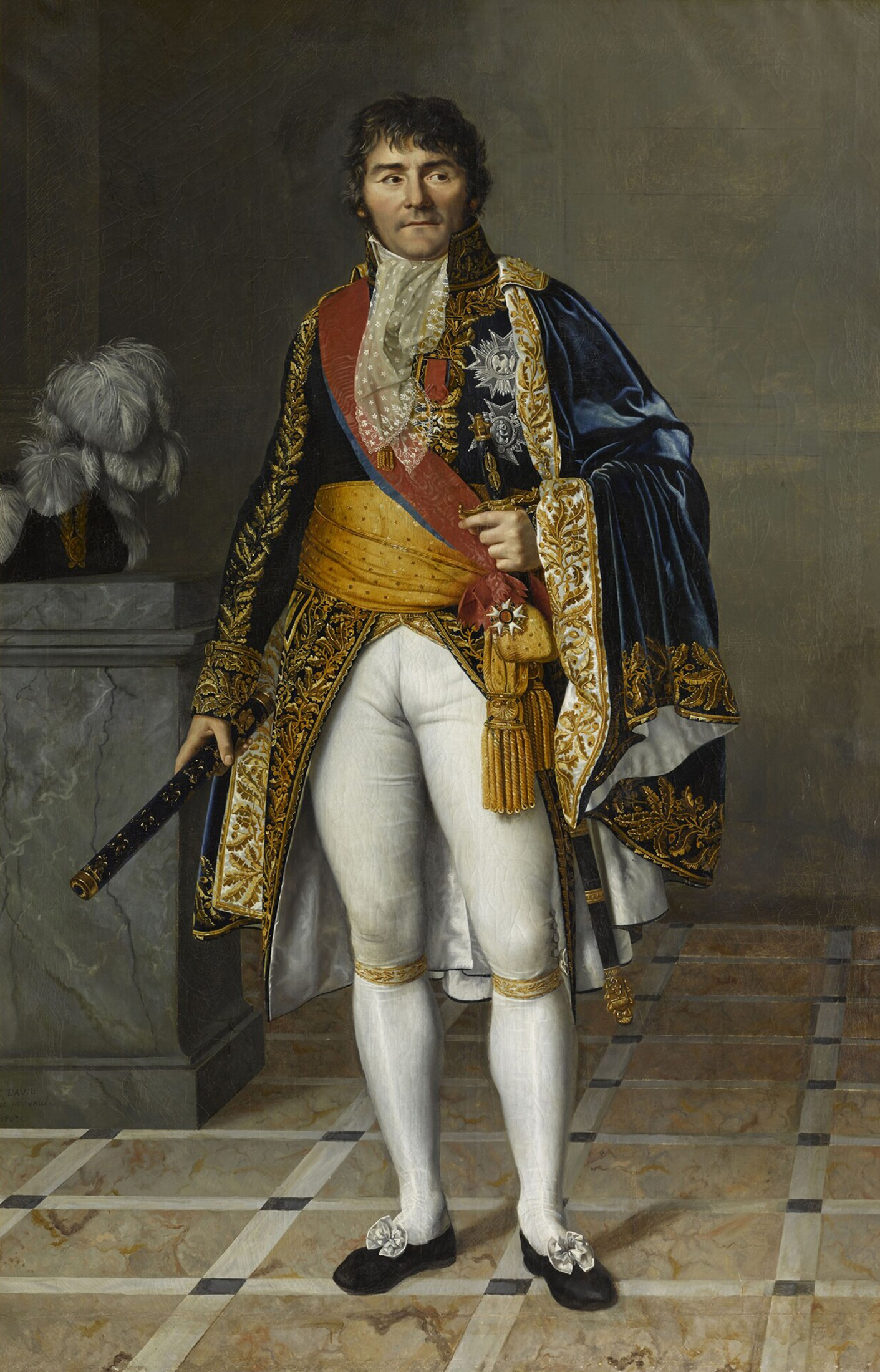
François-Joseph Lefebvre (um 1810)

François-Joseph Lefebvre (* 25. Oktober 1755 in Rouffach/Elsass; † 14. September 1820 in Paris) war ein  französischer Offizier in der Zeit der Revolutionskriege, der durch Napoleon zum duc de Dantzig erhoben und zum Maréchal d’Empire ernannt wurde.

## Biografie

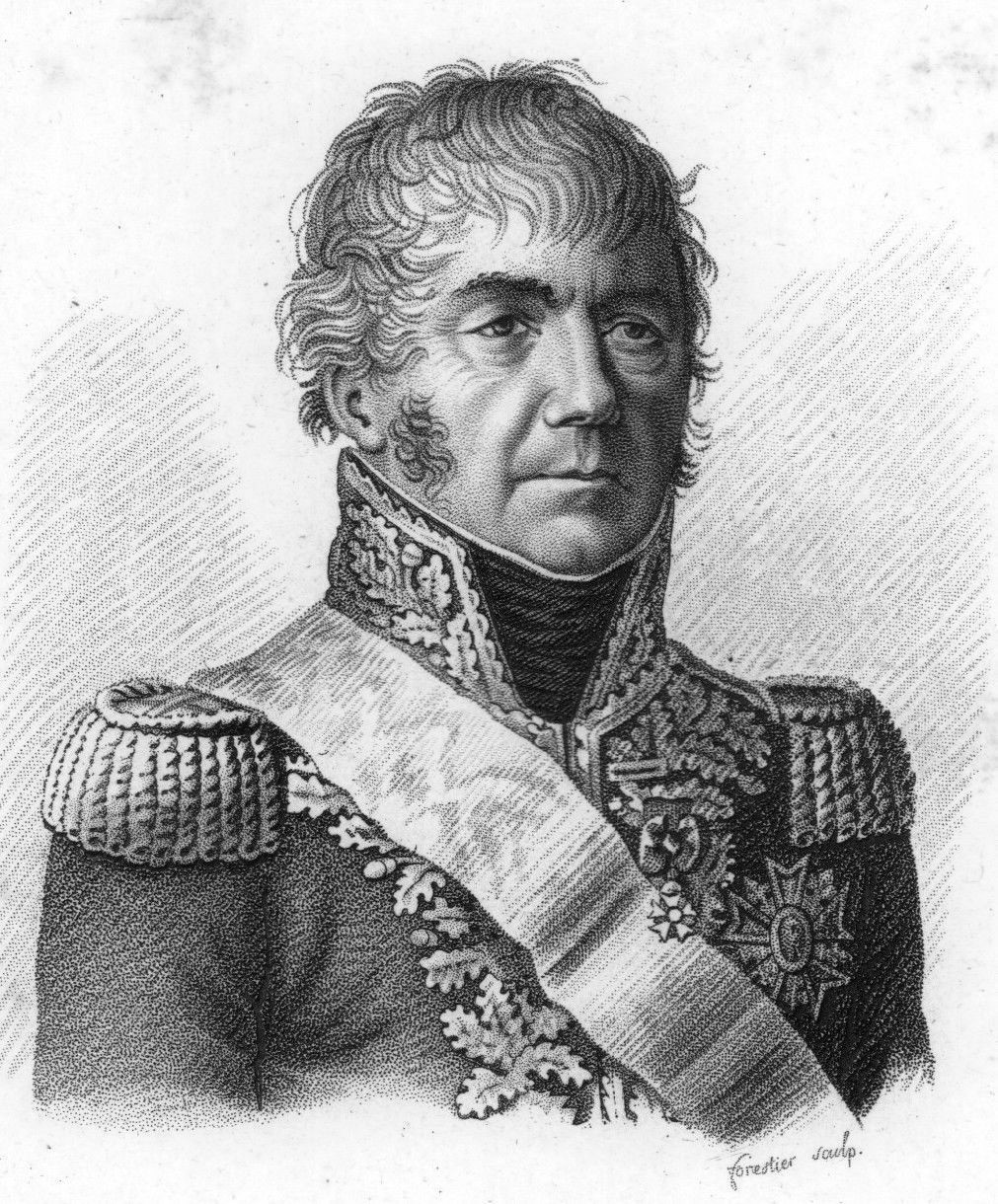
François-Joseph Lefebvre

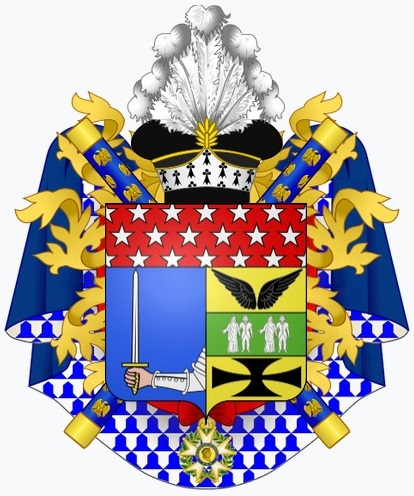
Wappen Lefebvres als Herzog von Danzig

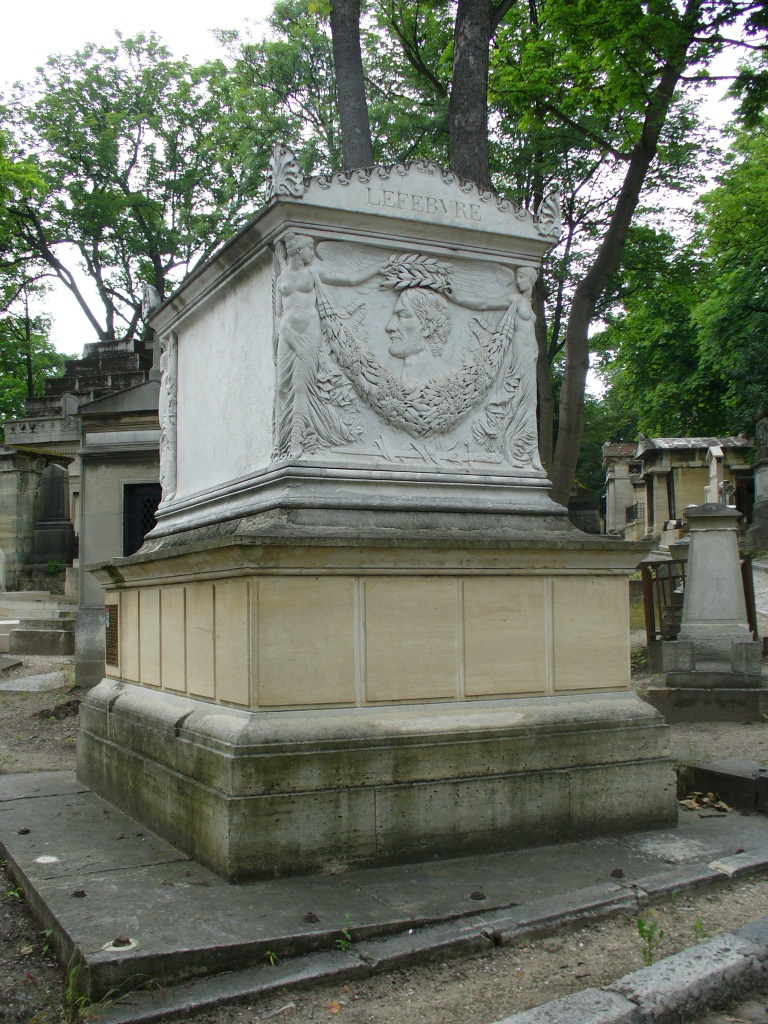
Grabstätte auf dem Friedhof Père-Lachaise in Paris

Lefebvre war der Sohn von Joseph Lefebvre, einem Müller in Rouffach, der auch als städtischer Polizeiwachtmeister (sergent de ville) und Befehlshaber der Stadttor-Wächter (capitaine des portes) fungierte und dessen Ehefrau Anne-Marie geb. Riss. Nach dem Tod seines Vaters im Jahr 1763 nahm ihn sein Onkel Abbé Jean Christoph Lefèbvre in seine Obhut, der eine geistliche Laufbahn für ihn plante.
1773 trat Lefebvre in das Régiment des Gardes françaises ein. 1792 wurde er Capitaine, am 2. Dezember 1793 zum Général de brigade in der Mosel-Armee, im Januar 1794 unter General Hoche zum Général de division befördert. In den Kämpfen in den habsburgischen Niederlanden war er Kommandant der Avant-Garden der beteiligten Armeen der Vogesen, der Mosel und der Sambre- und Maas-Armee.
In der Schlacht bei Fleurus kommandierte er unter dem Oberkommando Jourdans den rechten Flügel des Zentrums. Im Juni 1796 kommandierte er unter dem Oberkommando von Kléber das Zentrum des linken Flügels der Sambre- und Maas-Armee bei dem ersten Feldzug des Ersten Koalitionskrieges ins rechtsrheinische Deutschland. Als Kommandant des Zentrums hatte er im September 1796 maßgeblichen Anteil am Sieg bei Altenkirchen gegen ein österreichisches Korps unter Herzog Ferdinand F. A. von Württemberg.
Am 13. März 1798 wurde er Gouverneur der Festung Mainz. In diesem Jahr hatte er verschiedene Kommandos in der Armée de Mayence, die im Wasgau, an der Saar und Mosel stationiert war.
1799 führte er in der Donau-Armee Jourdans ein 8.000 Mann starkes Korps, mit welchem er gegen 30.000 Österreicher das Gefecht bei Stockach bestand. Schwerverwundet kehrte er nach Paris zurück und erhielt den Oberbefehl über die Direktorialgarde, an deren Spitze er am 18. Brumaire (9. November 1799) zusammen mit Leclerc in den Rat der Fünfhundert eindrang und den bedrohten Präsidenten Lucien Bonaparte befreite. Bonaparte, dem er treu anhing, übertrug ihm hierauf das Kommando der 17. Militärdivision und ernannte ihn 1800 zum Prätor im Senat, welche Würde er bis zur Restauration behielt. Am 19. Mai 1804 zum Marschall (Maréchal d’Empire) ernannt, befehligte Lefèbvre 1806 bei Jena die Infanterie der Kaiserlichen Garde. Nach der Schlacht bei Eylau übertrug ihm Napoleon die Leitung der Belagerung von Danzig und erhob ihn nach der Einnahme der Stadt (26. Mai 1807) zum duc de Dantzig im napoleonischen Adel (noblesse impériale) – einem reinen Adelstitel, der mit keiner realen Machtausübung verbunden war (→ Titularherzog).
1808 befehligte Lefèbvre das V. Armeekorps in Spanien und gewann am 31. Oktober die Schlacht bei Durango, nahm Bilbao und schlug am 7. November die britische Armee unter Blake auf den Höhen von Gueues, lieferte am 11. und 12. November die Schlacht bei Espinosa de los Monteros und nahm am 3. Dezember Segovia.
1809 unterdrückte er als Befehlshaber der bayerischen Armee den Aufstand in Tirol und nahm darauf an den Schlachten bei Eggmühl und Wagram teil. 1812 führte er die französischen Garden. Nach dem Einrücken der Verbündeten in Frankreich 1814 übertrug ihm Napoleon den Befehl über den linken Flügel des Heeres. Nachdem Lefèbvre bei Montmirail, Arcis sur Aube und Champeaubert mit Auszeichnung gekämpft hatte, unterwarf er sich nach der Abdankung Napoleons den Bourbonen und wurde am 4. Juni 1814 zum Pair erhoben. Da er aber während der Herrschaft der Hundert Tage erneut auf Napoleons Seite gestanden hatte, verlor er bei der zweiten Restauration die Pairswürde. Doch bestätigte ihn Ludwig XVIII. 1816 wieder als Marschall, und am 5. März 1819 trat Lefèbvre auch wieder in die Pairskammer ein.
François-Joseph Lefèbvre starb am 14. September 1820 in Paris und wurde auf dem Pariser Friedhof Père-Lachaise beigesetzt.

## Ehe und Kinder
Lefebvre heiratete 1783 Catherine Hübscher (auch als Madame Sans-Gêne bekannt). Das Paar hatte 14 Kinder, davon 12 Söhne, darunter General Marie-Xavier-Joseph Lefebvre (1785–1812), der während des Rückzugs vom Russlandfeldzug in Wilna starb.

## Ehrungen
Lefebvres Name ist am Triumphbogen in Paris in der 3. Spalte eingetragen.

## Persönlichkeiten, die von Lefebvre begnadigt wurden
- 12. Mai 1809: Matthias Wißhofer (1752–1819), Dekan, Freiheitskämpfer, Universalgelehrter und Erfinder war Stunden zuvor durch Carl Philipp Joseph von Wrede zum Tode verurteilt worden.